# П'єтро Теста
П'єтро Теста (італ. Pietro Testa; 1611, Лукка — 1650, Рим) — італійський художник та графік доби бароко першої половини XVII ст. Мав прізвисько Луккезіно.

## Біографія, ранні роки
Народився у місті Лукка, Тоскана. Батько був простим торговцем. Ймовірно, у хлопця рано виявились художні здібності. Серед його перших вчителів був художник П'єтро Паоліні, котрий мешкав і працював в тому ж місті.

## Учнівський і зрілий періоди в Римі
Приблизно 1628 року П'єтро Теста відправився у Рим, де влаштувався помічником у майстерню художника Доменікіно. 1631 року Доменікіно відбув у Неаполь, звідки отримав запрошення на працю та важливі замови. П'єтро Теста був примушений перейти до іншого майстра, котрим став П'єтро да Кортона, один з найкращих фрескістів Риму, художник і архітектор значного обдарування. Збережені відомості, що П'єтро Теста наполегливо навчався у Римі, відвідував храми з уславленими картинами та приватні галереї, відвідував Графічний музей, створений римським науковцем та меценатом Кассіано даль Поццо (1588—1657). Відвідував він і картинну галерею маркіза Вінченцо Джустініані, котрий відрізнявся сміливістю у комплектуванні власної мистецькі збірки, куди вносив картини молодих, мало визнаних митців та іноземців, твори котрих зовсім не були схожі на твори і стиль робіт римських художників.
На відміну від Доменікіно, з котрим у нього склались непогані стосунки, стосунки з да Кортоною не склались, і після декількох місяців роботи вони розлучились. В Неаполь свого учня-помічника Доменікіно не запросив. Двічі (у 1632 та у 1637 роках) П'єтро Теста повертався до Лукки, де працював. Керівництво міста надало йому замову на створення фресок в мерії (палаццо дельї Анціані). При створенні фресок виявилось, що молодий художник ще не досяг майстерності в технологіях і справа не вдалася.
Він знов повернувся до Риму і згодом створив фрески в каплиці церкви Санта Марія дель Аніма (пізніше фрески знищили). Він працював за замовами релігійних громад і створив декілька біблійних картин для римських храмів, серед котрих були Сан Мартино аї Монті, Санта Кроче е Сан Бонавентура деї Луккезі тощо. Серед близьких знайомих цього періоду — художники Нікола Пуссен, француз за походженням, та П'єр Франческо Мола.

## Графіка майстра
У Римі розпочалась його плідна праця над малюнками та над друкованою графікою. Ранні графічні твори художника мали переважно релігійну тематику і мали впливи творів Федеріко Бароччі. Згодом його майстерність як графіка зросла і він створював як прості за композиціями, так і складні композиції з численною кількістю персонажів і рідкісними темами та алегоріями. Його друкована графіка отримала популярність і її часто копіювали.
В період 1638—1644 років він створив серію складних гравюр «Пори року». Декілька разів він розробляв античні теми як в живопису, так і в гравюрах, чим збільшував світську і міфологічну тематику в італійській гравюрі, котра не мала широкого розповсюдження. Хоча він і був сучасником таких графіків, як Джованні Бенедетто Кастільйоне та Жак Калло.

## Несподівана смерть
Художника знайшли мертвим на березі річки Тибр. Існувало декілька версій загибелі художника, котрий пішов з життя не досягши і сорока років. Говорили про самогубство, бо помічали його пригніченість та меланхолію. За іншою версією це міг бути нещасний випадок, бо митець спостерігав за змінами освітлення надвечір на вночі і міг впасти у річку від необережності.

## П'єтро Теста та Франсіско Гойя
Друковану графіку П'єтро Теста непогано знав іспанський художник Франсіско Гойя, коли сам почав працювати над графічними серіями. Вони були доступні для іспанського майстра. Є помітні паралелі в композиціях «Сад Венери» Тести та «Оголена маха» Гойї. Ще більше паралелізму у аркушах Гойї в серії «Капрічос». Необхідність приховати сатиричний і несхвальний характер багатьох аркушів серії «Капрічос» примусила Гойю насичувати власні композиції чудернацькими образами, побутовістю сюжетів та надто короткими, майже зашифрованими підписами. Низка аркушів серії «Капрічос» була навіяна графічними творами П'єтро Теста, коли Гойя наштовхувався на візуальні образи попередника і використовував то його композиційні знахідки, чи то навіть фрагменти.

## Обрані твори (друкована графіка)

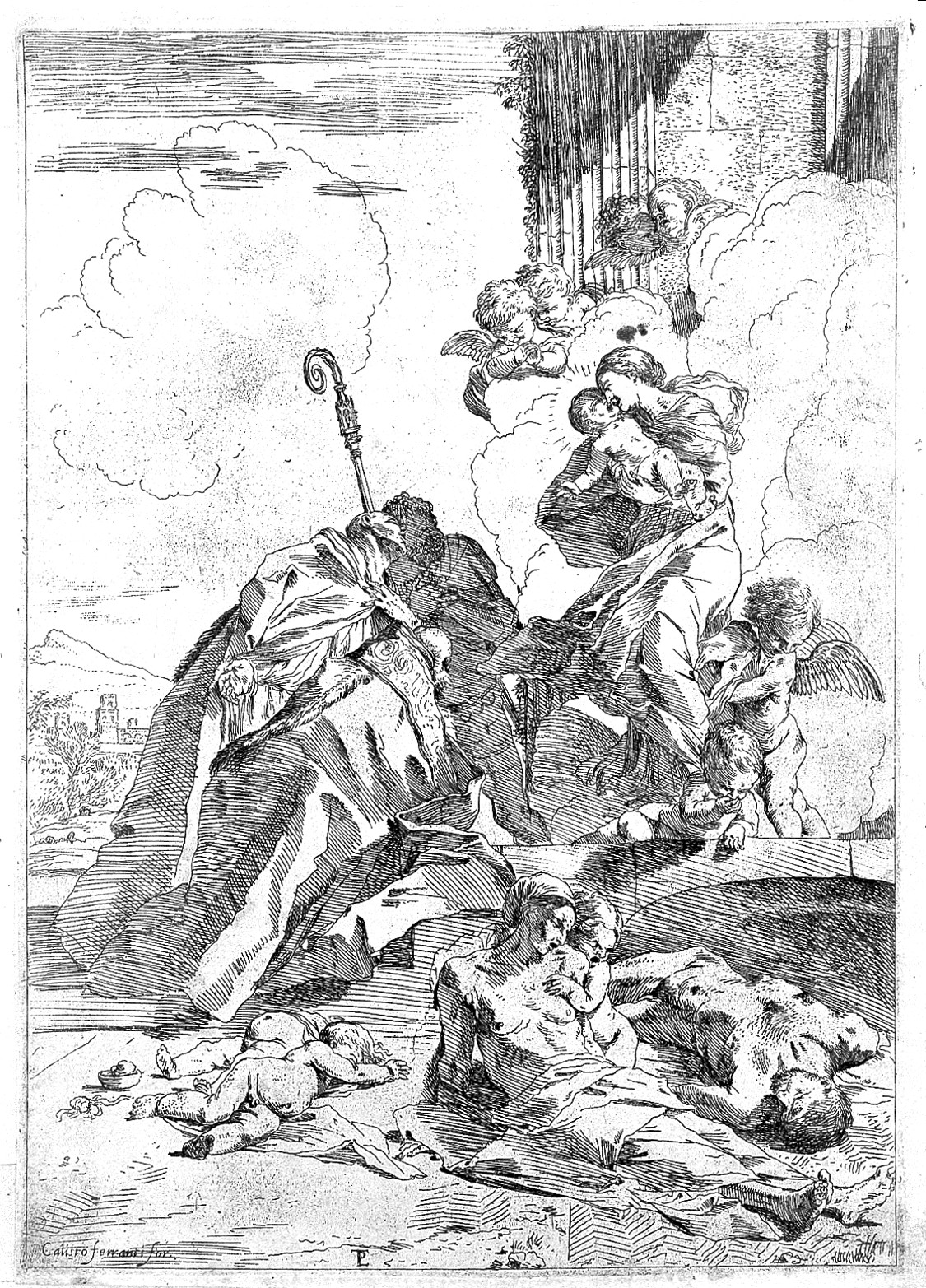
П'єтро Теста. «Св. Рох та Св. Миколай молять Богородицю про позбавлення від чуми», офорт
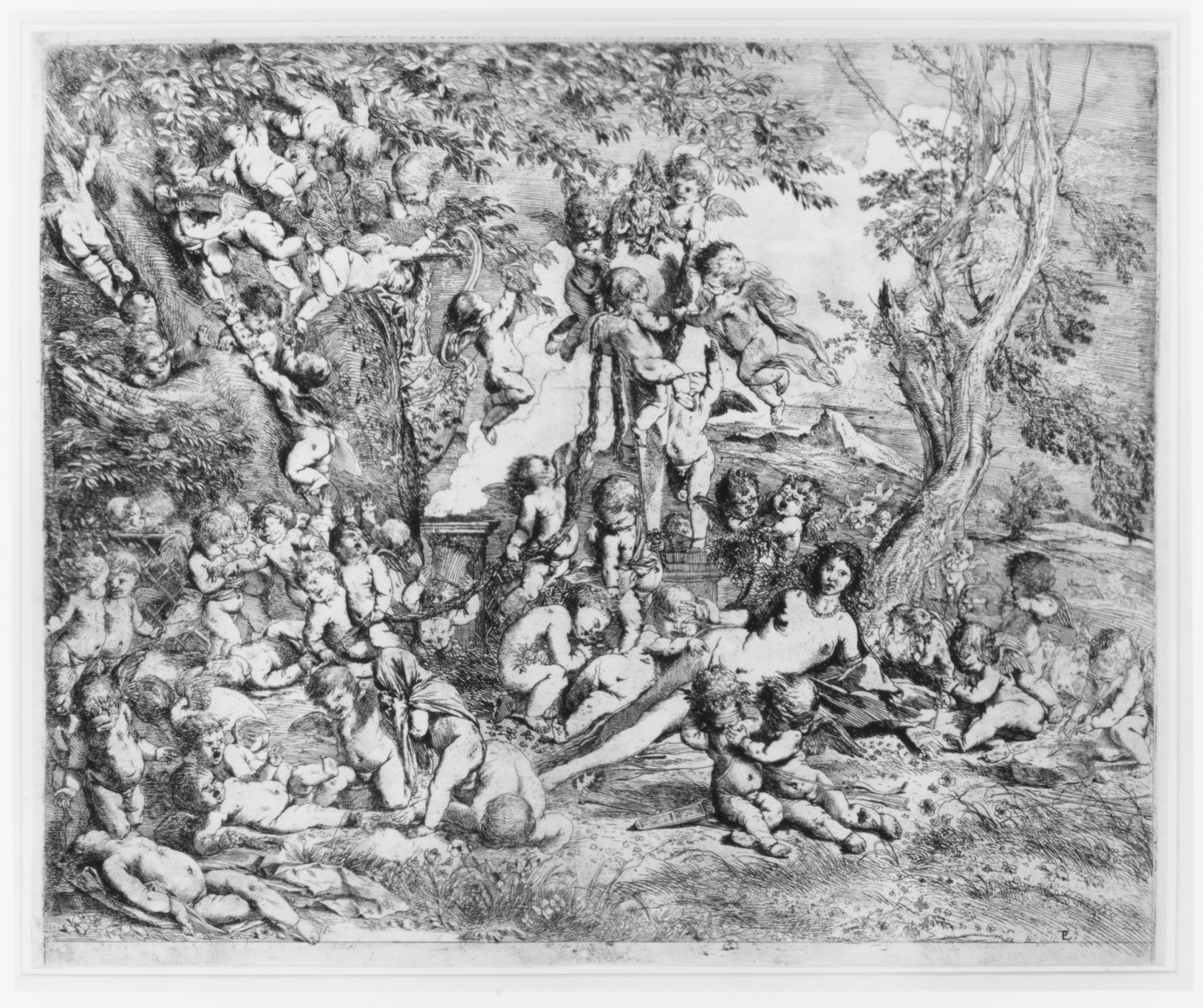
П'єтро Теста. «Сад богині кохання Венери». бл. 1645 р. Музей мистецтва Метрополітен, Нью-Йорк.
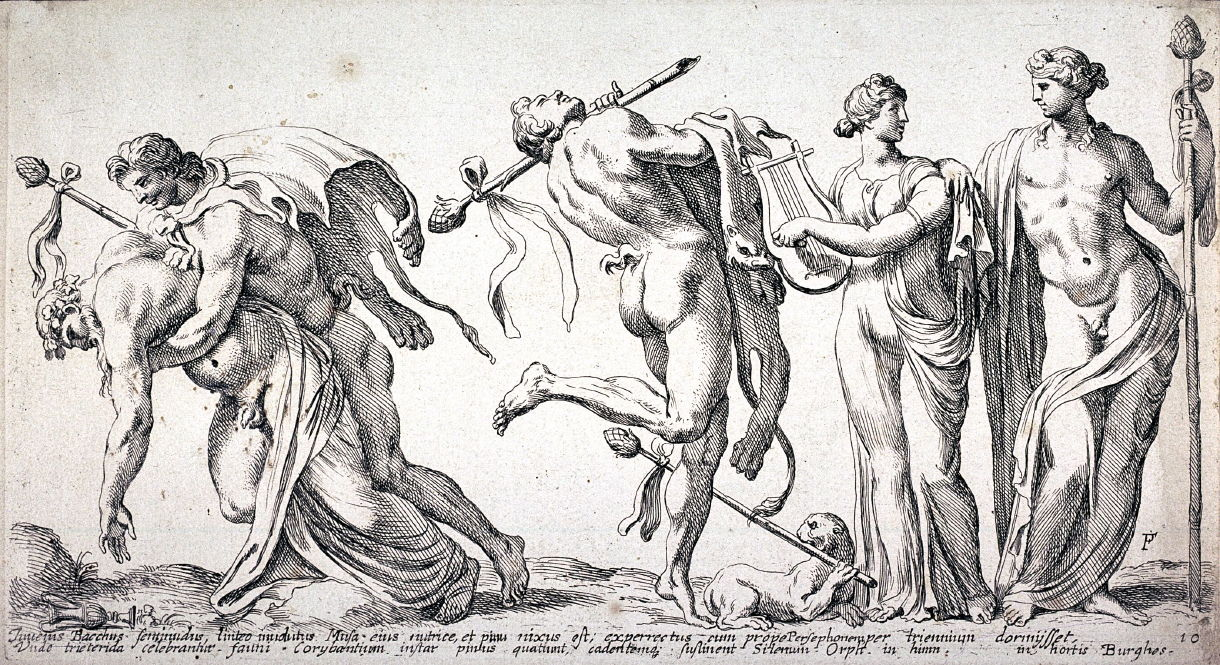
П'єтро Теста. «Вакханалія в Вакхом та Персефоною» (копія античного рельєфу з вази Брогезе)
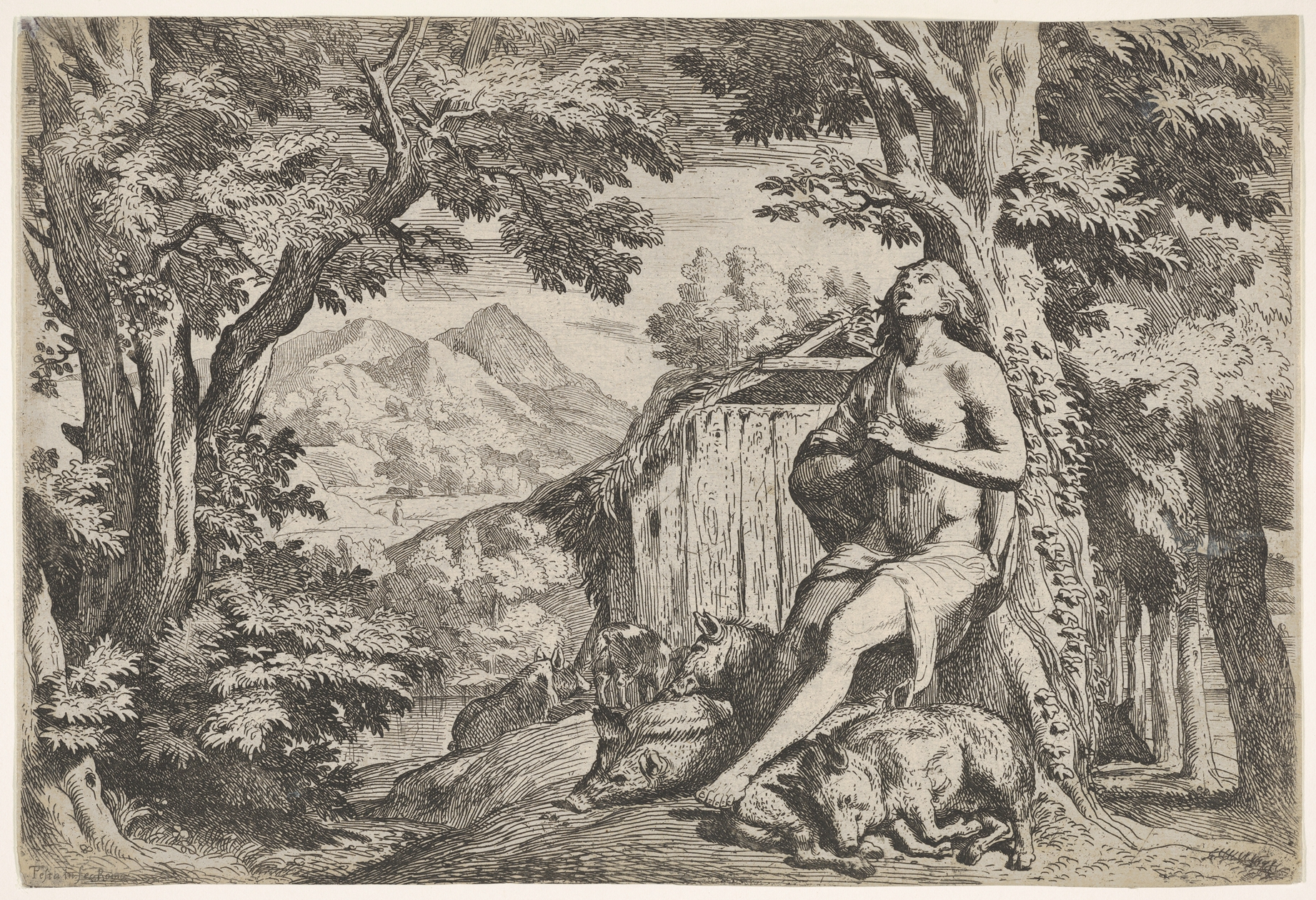
П'єтро Теста. «Каяття блудного сина». бл. 1645 р. Музей мистецтва Метрополітен, Нью-Йорк.
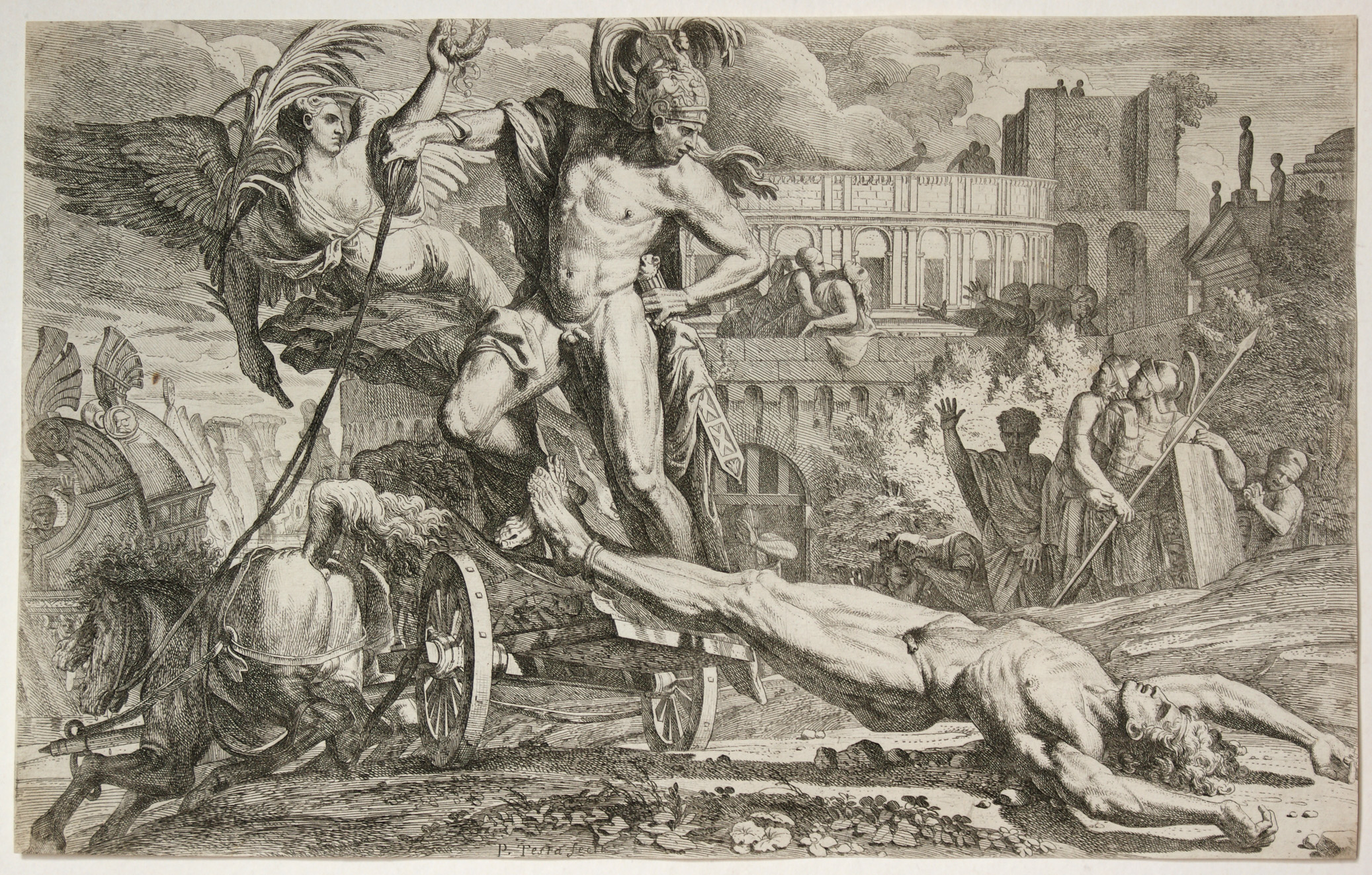
П'єтро Теста. «Знущання Ахілла над тілом мертвого Гектора», бл. 1648 р., Художній музей Філадельфії

## Обрані твори (живопис)

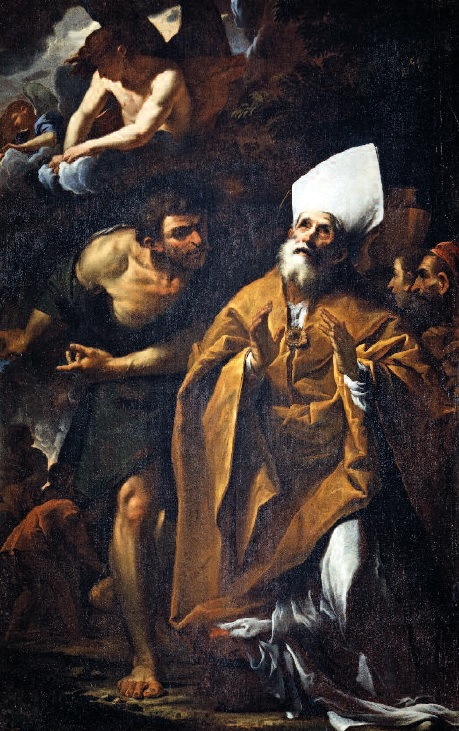
П'єтро Теста. «Диво св. Теодоро», церква свв. Паоліно та Донато, Лукка.
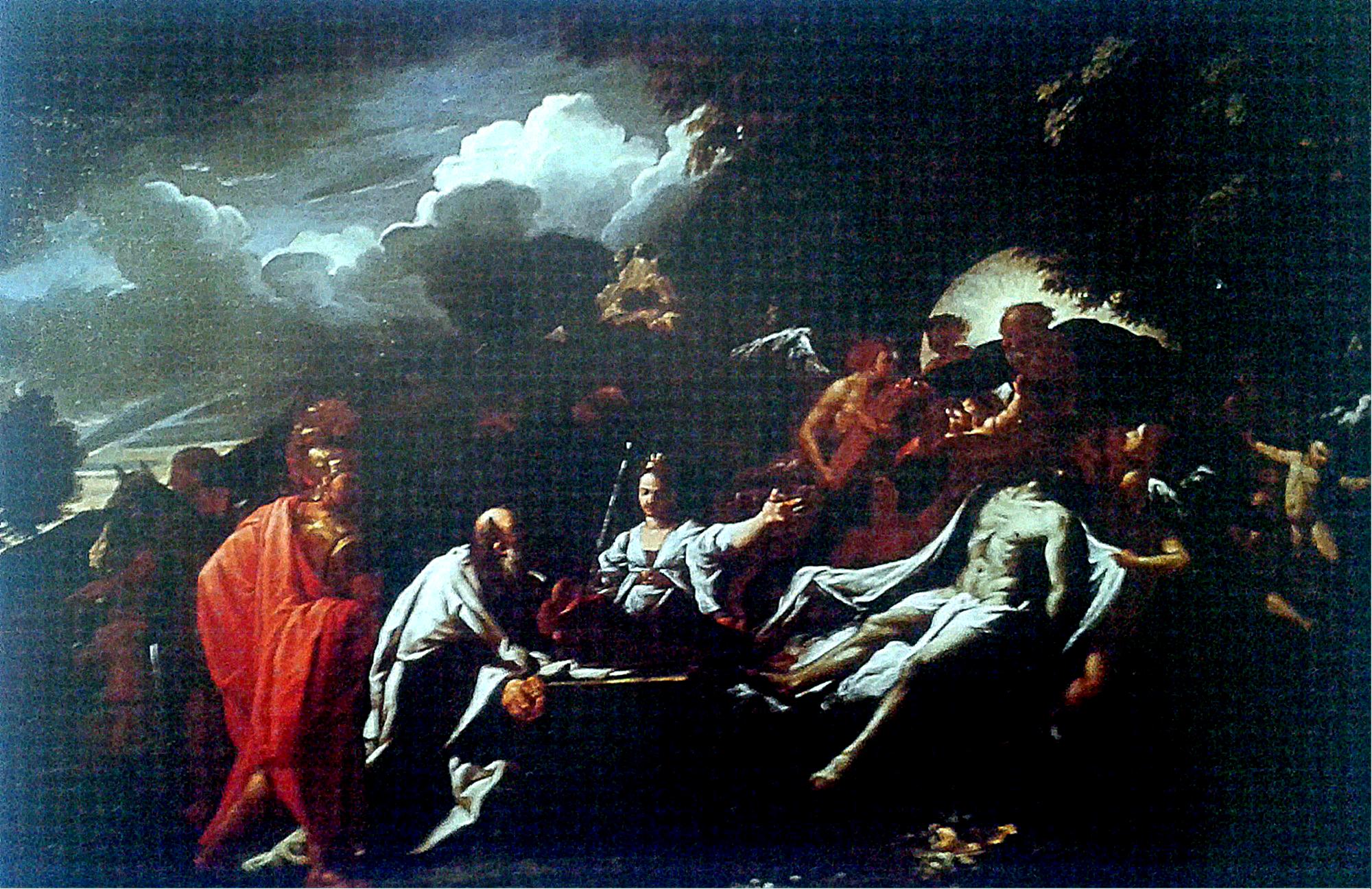
П'єтро Теста. «Пророцтво Басіліда про перемогу римського імператора Веспасіана на повсталими євреями»
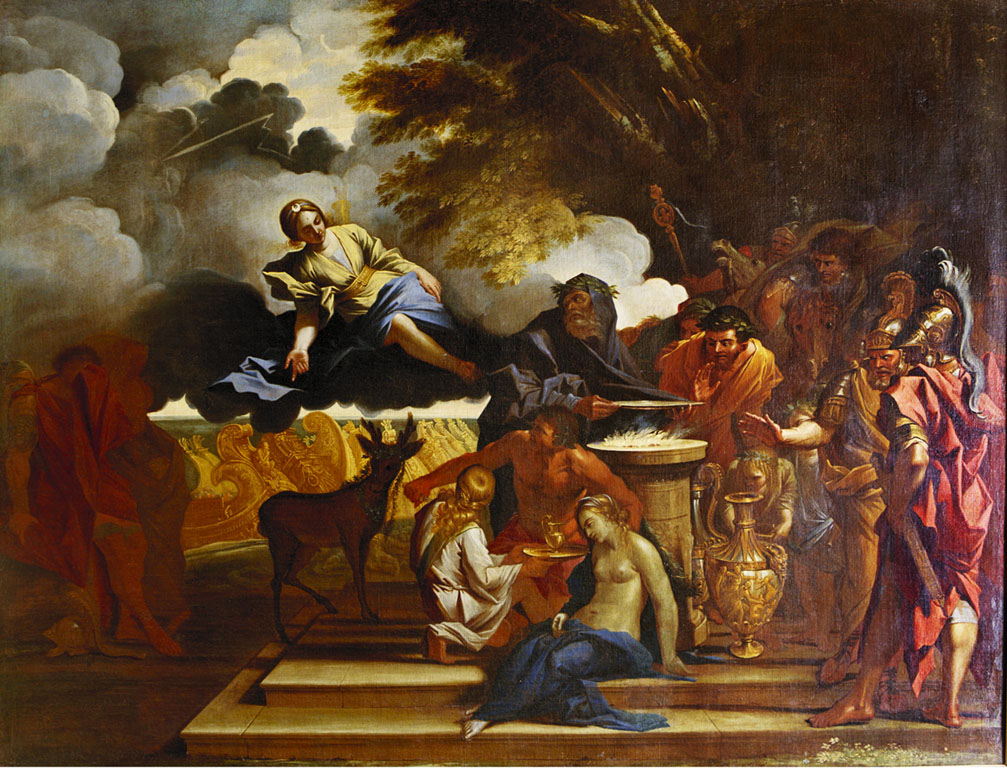
П'єтро Теста. Жертвоприношення Іфігенії, Галерея Спада, Рим.
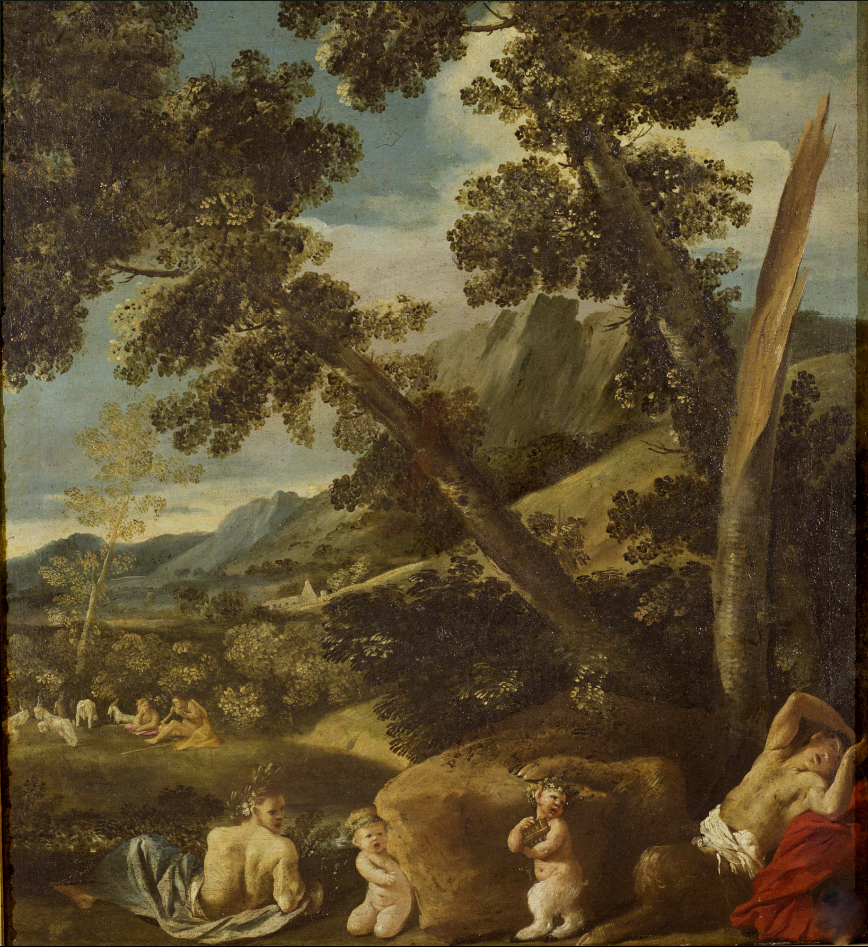
П'єтро Теста. «Пейзаж з родиною сатирів», Галерея Корсіні, Рим.